# 1303 Luthera
1303 Luthera eller 1928 FP är en asteroid i huvudbältet, som upptäcktes 16 mars 1928 av den tyska astronomen Friedrich Karl Arnold Schwassmann i Bergedorf. Den har fått sitt namn efter den tyske astronomen Robert Luther.
Asteroiden har en diameter på ungefär 81 kilometer.